# Pôle muséal du Latium
Le pôle muséal du Latium, en italien : Polo Museale del Lazio, est un organisme dépendant du ministère des Biens et Activités culturels et du Tourisme Italien, créé en 2014 et opérationnel le 9 mars 2015, chargé de la gestion de 43 musées, édifices religieux et monuments de la région du Latium. Il est situé au palais de Venise à Rome.

## Histoire
Le pôle muséal du Latium est créé par le ministre italien des Biens et des Activités culturels et du Tourisme, Dario Franceschini, fin août 2014. Il est opérationnel le 9 mars 2015 : l'objectif est de gérer par un organisme 43 musées et lieux de cultures, alors gérés par 11 surintendants différents. Comme d'autres pôles muséaux italiens, il dépend de la direction générale des Musées au sein du ministère.
Le pôle muséal gère et promeut les musées du Latium, les institutions, les zones archéologiques et autres sites culturels appartenant ou donnés à l’État italien. Une fonction importante du bureau est de promouvoir l'ART BONUS, une prime d'allègement fiscal accordée au monde des arts, créée en 2014. L'organisme définit des stratégies et des objectifs communs, favorise l'intégration et l'organisation des évènements muséologiques et culturels, travaillant ensemble avec le Segretario Regionale.

## Musées, institutions et sites culturels

### Généralités
Le pôle muséal du Latium gère 43 instituts muséologiques allant de l'Antiquité, le Moyen Âge, l'Époque moderne, jusqu'à l'époque contemporaine.
Certains d'entre eux portent sur le monde de l'anthropologie, mais les plus nombreux sont consacrés à l'archéologie, l'histoire, l'art et l'architecture. Ils totalisent 10 millions de visiteurs annuels et sont directement gérés par le pôle muséal du Latium, ce qui en fait l'une des institutions les plus importantes de son genre. Les sites les plus visités sont le Panthéon, le château Saint-Ange, l'abbaye territoriale du Mont-Cassin, la villa d'Este et la villa d'Hadrien.

### Liste des musées, institutions et sites culturels
- Abbaye de Casamari (Veroli)
- Abbaye de Fossanova (Priverno)
- Abbaye territoriale du Mont-Cassin (Mont Cassin)
- Abbaye territoriale de Sainte Marie de Grottaferrata (Grottaferrata)
- Aire archéologique de la villa d'Hadrien (Tivoli)
- Église San Cesareo de Appia (Rome)
- Basilique de San Francesco alla Rocca (it) (Viterbe)
- Chapelle de l’annonciation (Cori)
- Maison de Saint Thomas d'Aquin (Aquino)
- Chartreuse de Trisulti (Collepardo)
- Église de Santa Maria Maggiore (it) (Tuscania)
- Église Saint Pierre (Tuscania)
- Galerie Spada (Rome)
- Sanctuaire du Sacro Speco (Subiaco)
- Monastère de Sainte Scolastique (it) (Subiaco)
- Monument à Victor-Emmanuel II (Rome)
- Musée archéologique de l'Agro falisco et le Fort Sangallo (it) (Civita Castellana)
- Musée national d'archéologie (Civita Castellana)
- Musée national d'archéologie (Sperlonga) et la Zone archéologique (Sperlonga) de la villa de Tibère (Sperlonga)
- Musée national d'archéologie prénestine et le Sanctuaire de la Fortuna Primigenia (Palestrina)
- Musée Boncompagni Ludovisi des Arts Décoratifs (Rome)
- Musée national du Haut Moyen Âge (Rome)
- Musée des navires de Nemi (it) (Nemi)
- Musée Giacomo Manzù (Ardea)
- Musée Hendrik Christian Andersen (Rome)
- Musée Mario Praz (Rome)
- Musée national d'archéologie Cerite (Cerveteri)
- Musée national d'art oriental (Rome)
- Musée national des instruments de musique de Rome
- Musée national du palais de Venise et Bibliothèque d'Archéologie et d'histoire de l'art (Rome)
- Musée national du Château Saint-Ange (Rome)
- Musée national étrusque de la villa Giulia (Rome)
- Musée national étrusque de Rocca Albornoz (Viterbe)
- Musée national de préhistoire et d'ethnographie Luigi Pigorini (Rome)
- Palais Altieri (Oriolo Romano)
- Villa Farnèse (Caprarola)
- Panthéon (Rome)
- Santuario della Madonna della Quercia (Viterbe)
- Tour de Cicéron (Arpino)
- Villa d'Este (Tivoli)
- Villa Giustiniani Odescalchi (Bassano Romano)
- Villa Lante (Viterbe)

## Source de la traduction
- (en) Cet article est partiellement ou en totalité issu de l’article de Wikipédia en anglais intitulé « Polo Museale del Lazio » (voir la liste des auteurs).